# Sebastian Kurz
Sebastian Kurz (Viena, 27 d'agost de 1986) és un polític austríac que fou canceller federal d'Àustria en dues curtes ocasions, primer des del 18 de desembre del 2017 fins al 28 de maig de 2019, degut a l'afer Eivissa, un cas de gravacions en vídeo que va afectar el seu partit, i posteriorment entre el 7 de gener de 2020 fins al 9 d'octubre de 2021, quan va dimitir degut a un escàndol polític per manipulació de sondatges d'opinió. Fou ministre d'Afers Exteriors i Integració del 2014 al 2017. És militant del Partit Popular d'Àustria (ÖVP).

## Primers anys i educació
Kurz va néixer a Viena, sent fill únic de pares catòlics, Josef i Elisabeth Kurz. El seu pare era enginyer i la seva mare, mestra d'educació secundària.
Va ser criat al districte de Meidling, on encara viu. Va fer els exàmens Matura l'any 2004 i després va completar el servei militar obligatori. El 2005, va començar a estudiar dret a la Universitat de Viena, però va abandonar els estudis per centrar-se en la seva carrera política.

## Carrera política

### Joventuts i Parlament
El 2009, Kurz fou elegit president de les joventuts del Partit Popular d'Àustria (ÖVP). Entre el 2010 i 2011 fou membre del consell de la ciutat de Viena, on se centrà en la igualtat generacional i en assegurar les pensions. L'abril del 2011 fou posat al front del recentment creat càrrec de Secretari d'Estat per a la Integració, part del Ministeri de l'Interior.
En les eleccions legislatives austríaques de 2013, Kurz fou elegit diputat, guanyant més vots directes que cap altre parlamentari en aquella contesa electoral.

### Ministre d'Afers Exteriors d'Àustria (2013-2017)
El desembre del 2013, Kurz esdevingué Ministre d'Afers Exteriors d'Àustria en el segon govern de gran coalició de Werner Faymann, i la cartera d'exteriors fou ampliada a instància seva per incloure Integració Social. Quan jurà el càrrec, Kurz era el ministre governamental austríac més jove des de la fundació de la república i el ministre d'Afers Exteriors més jove del món.
El seu primer viatge a l'estranger fou a Croàcia, senyalant la continuïtat del suport austríac a l'adhesió d'aquest país a la Unió Europea. Al febrer de 2014, va ser amfitrió de la primera de diverses rondes de negociació del programa nuclear iranià que tingué lloc a Viena, cosa que reforçà la posició d'Àustria com a lloc de diàleg.
Les negociacions foren concloses satisfactòriament el 14 de juliol del 2015, quan el Pla d'Acció Conjunt fou signat per l'Iran, el P5+1 i la Unió Europea. Després de la signatura, Sebastian Kurz digué que estava satisfet amb el resultat de les converses amb l'Iran, i expressà l'esperança que "l'acord de Viena actuarà com un catalitzador cap a les ambicions de desarmament nuclear global".
Durant el primer any de mandat, Kurz presidí el Comitè de Ministres del Consell d'Europa fins al maig del 2014.

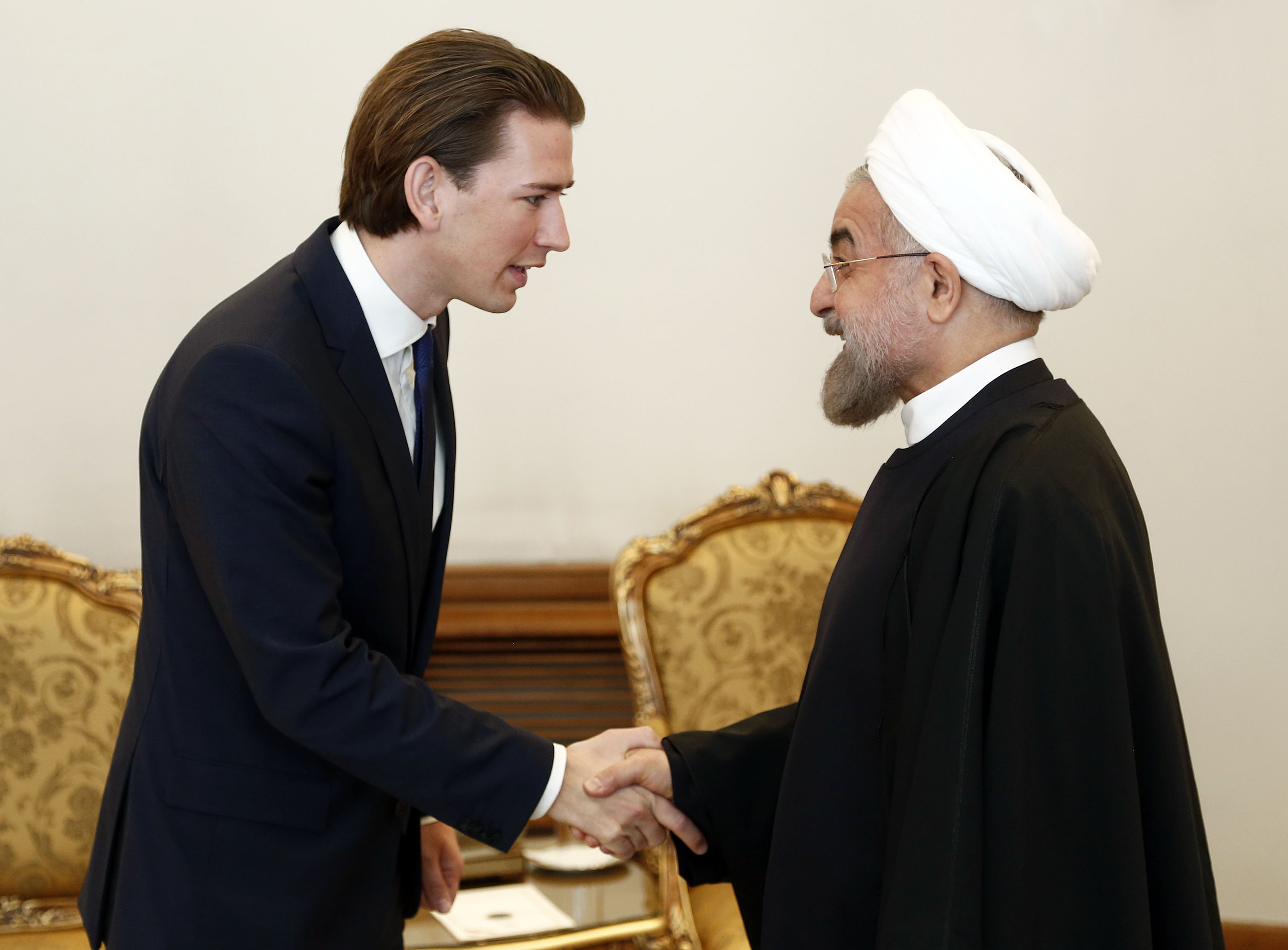
Kurz amb el president iranià Hassan Rouhani, 28 d'abril del 2014

El maig del 2014, com a president del Comitè de Ministres del Consell d'Europa, Sebastian Kurz invità 30 ministres d'Afers Exteriors, entre els quals el ministre d'Afers Exteriors rus, Serguei Lavrov, i el seu col·lega ucraïnès, Andrii Deshchytsia, a Viena per tal de negociar solucions per posar fi a la crisi ucraïnesa.

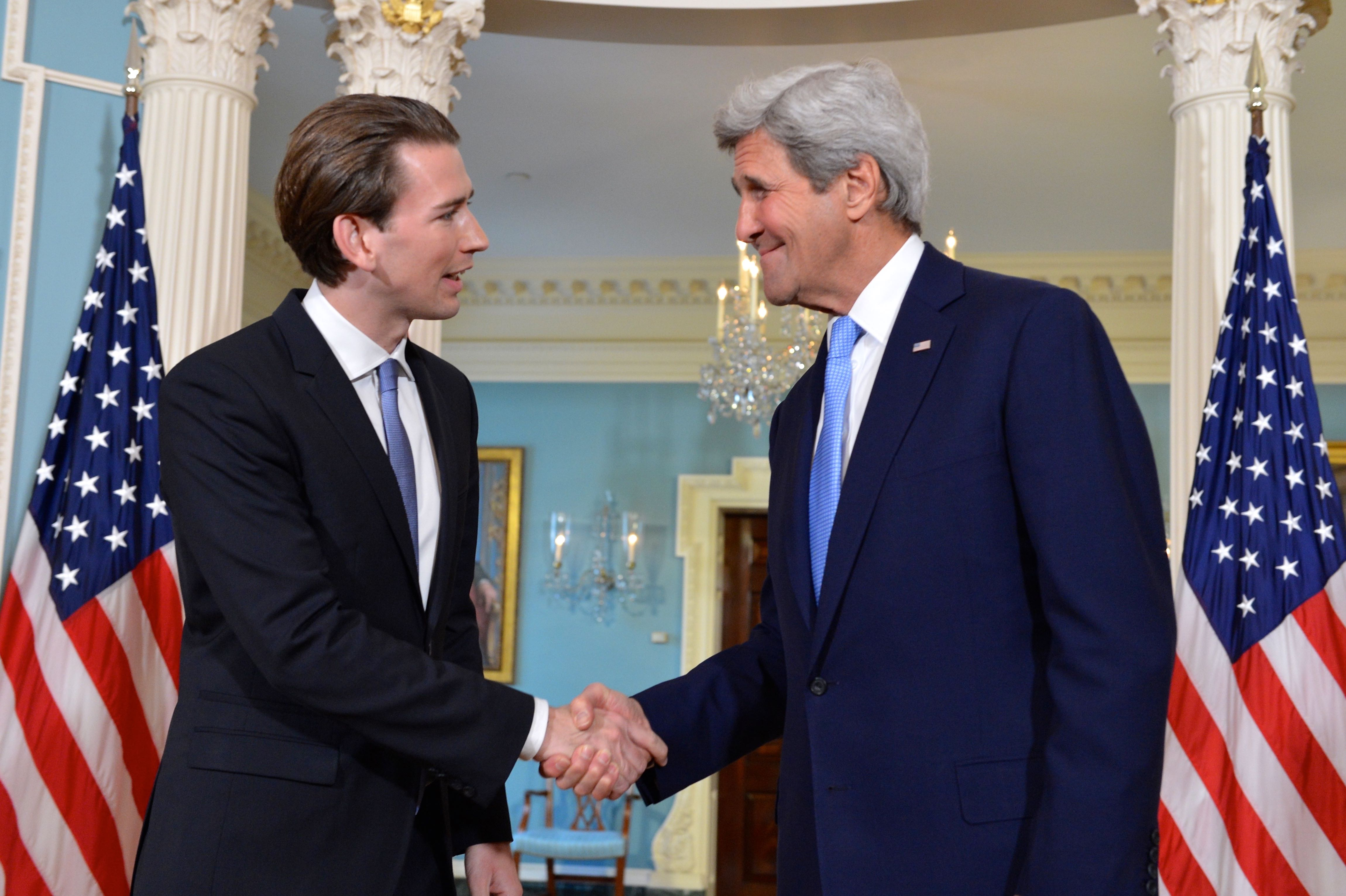
Kurz amb el Secretari d'Estat John Kerry, 4 d'abril del 2016

Com a part de la Iniciativa Humanitària, Kurz fou amfitrió de la Conferència de Viena sobre l'Impacte de les armes nuclears a finals de 2014. Després de la proposta, Viena acollí més tard les negociacions que desembocaren en el Pla d'Acció Conjunt el 2015.
El novembre del 2014, Sebastian Kurz fou nomenat per dirigir els ministres d'afers exteriors del Partit Popular Europeu conjuntament amb Elmar Brok, president del Comitè d'Afers Exteriors al Parlament Europeu.

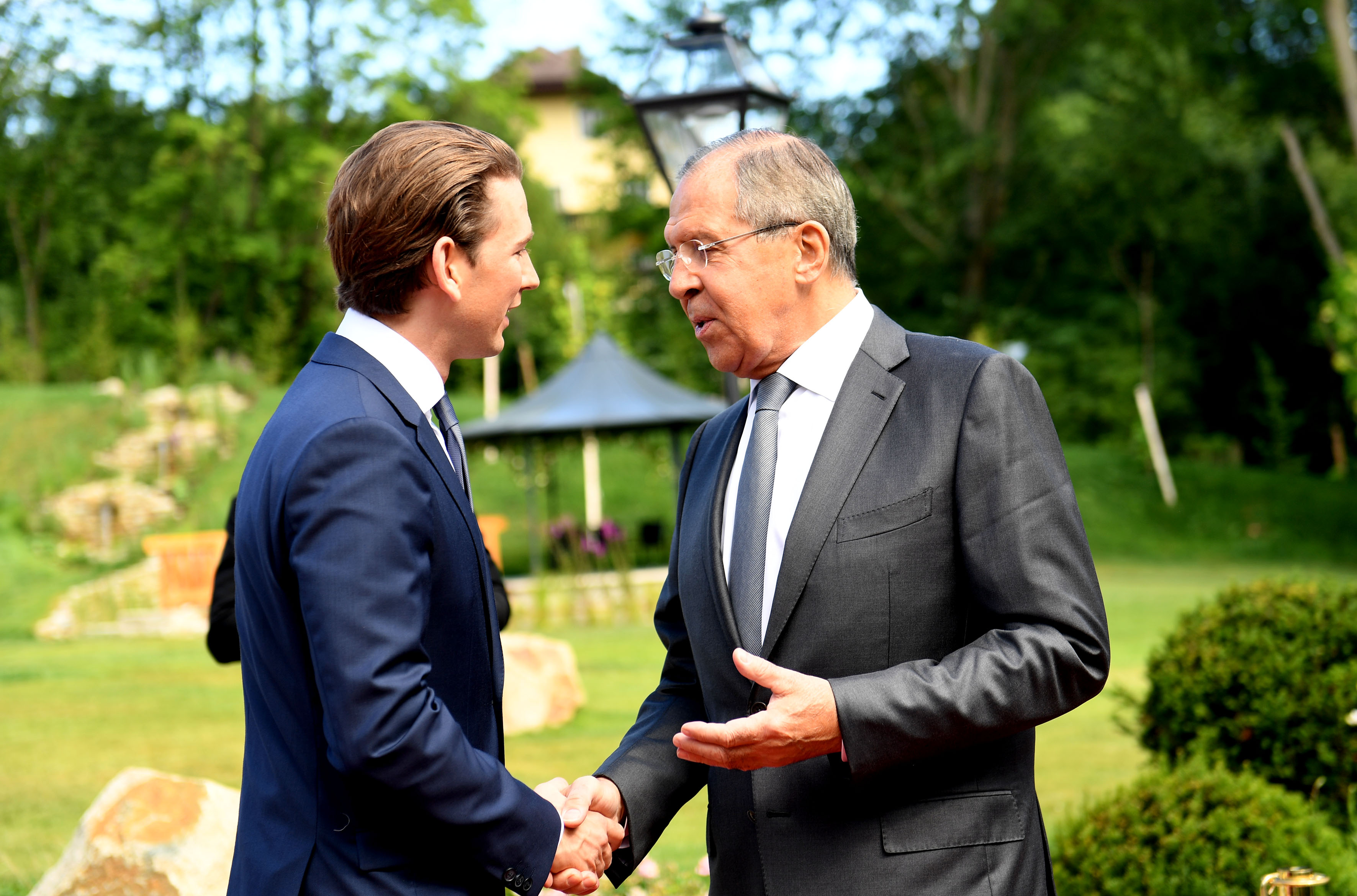
Kurz amb el Ministre d'Afers Exteriors rus Lavrov, 11 de juliol del 2017

Durant el transcurs de la crisi dels refugiats a Europa el 2015, Kurz demanà més control efectiu de les fronteres exteriors de la Unió Europea i presentà un pla de 50 punts cap a la integració posant el focus en llengua i educació, treball i mercat laboral, estat de dret i valors.
El 2015, Kurz proposà una nova llei islàmic prohibint la fundació de mesquites per entitats foranes, pagant els imams i regulant la versió de l'Alcorà que es pugui utilitzar a Àustria. La llei proporciona els musulmans amb drets addicionals, com ara el dret al menjar halal i a la cura pastoral a l'exèrcit. Kurz digué que els canvis tenien la intenció de "combatre clarament" la influència de l'islam radical a Àustria. La llei aprovada pel parlament austríac el febrer del 2015 no demanava una versió actualitzada de l'Alcorà.
Al bell mig de la purga del govern turc contra membres del seu propi servei civil i militar com a resposta al cop d'Estat fallit del juliol de 2016, Kurz cità l'ambaixador turc per explicar els vincles d'Ankara amb les manifestacions de milers de persones a Àustria en suport al president turc Recep Tayyip Erdoğan.

### Líder del Partit Popular Austríac (des del 2017)
Kurz fou nomenat líder interí del partit després que l'antic líder Reinhold Mitterlehner dimitís el maig del 2017. Després fou elegit líder formalment, rebent el 98,7% dels vots a la convenció del partit a Linz. Els delegats aprovaren canvis a l'estatut del partit, que posà més poder a les mans del líder del partit, incloent-hi el poder d'establir les polítiques del partit, el poder de nomenar ministres del partit i el poder de nomenar candidats per presentar-se a les eleccions. El partit de Kurz guanyà una majoria dels escons a les eleccions legislatives del 2017. El 20 d'octubre, el president Alexander Van der Bellen va demanar oficialment de proposar la formació d'un nou govern. Al cap d'uns dies, començaren les negociacions amb el Partit de la Llibertat d'Àustria (FPÖ).

## Canceller d'Àustria
Fou nomenat canceller el 18 de desembre del 2017 després que les negociacions amb el Partit de la Llibertat d'Àustria (FPÖ) van concloure amb èxit el 15 de desembre i la coalició va presentar la seva llista de ministres al president Alexander Van der Bellen, que va aprovar-la i el gabinet Kurz va jurar el 18 de desembre de 2017. L'objectiu del seu govern fou reduir de manera sostenible la càrrega fiscal i deixar de crear deutes a mitjà termini, protegint l'estat del benestar contra els abusos i aturar la immigració il·legal.
Kurz va trencar l'acord de coalició el 20 de maig de 2019, degut a l'afer Eivissa, un cas de gravacions en vídeo que va afectar el seu partit i va anunciar que governaria en minoria, però el govern va caure mitjançant una moció de censura i el 3 de juny de 2019, el president Van der Bellen va jurar un govern provisional tecnocràtic liderat per Brigitte Bierlein.
Kurtz va encapçalar de nou la llista del Partit Popular d'Àustria (ÖVP) a les eleccions legislatives austríaques de 2019 i va encapçalar el 7 de gener de 2020 un nou govern de coalició entre l'ÖVP i els Verds que entraven de nou al parlament, però va dimitir el 9 d'octubre de 2021 degut a un escàndol polític per manipulació de sondatges d'opinió, i la coalició va seguir endavant encapçalada per Alexander Schallenberg.

## Altres activitats
- Agència del Desenvolupament d'Àustria, líder del consell assessor en desenvolupament polític
- Societat Austríaca d'Estudis Xinesos (ÖGCF), membre del consell d'administració
- Fons General d'Acord per les Víctimes del Nacionalsocialisme, membre del consell d'administració ex officio[32]
- Acadèmia Política del Partit Popular Austríac, president (des del 2015)
- Consell Europeu de Relacions Exteriors (CERE), membre